# شیپورزن بال‌تیره
شیپورزن بال‌تیره (نام علمی: Psophia viridis) گونه‌ای از پرندگان خانواده شیپورزنان است. در جنگل‌های بارانی آمازون برزیل یافت می‌شود، اما تنها در جنوب رودخانه آمازون و شرق رودخانه مادیرا یافت می‌شود. دامنۀ شرقی شیپورزن بال‌تیره تا زهکشی رودخانه توکانتینز در ایالت پارا برزیل گسترش می‌یابد. از سال 2012، این گونه به عنوان گونه آسیب‌پذیر ،  و شرقی‌ترین زیرگونه obscura به عنوان نایاب فهرست شده است.